# Alice z Namuru
Alice z Namuru (? – červenec 1169, Valenciennes) se narodila jako dcera hraběte Godfreyho I. z Namuru a Ermesindy Lucemburské.

## Život
Otec ji kolem roku 1130 provdal za hraběte Balduina IV. Henegavského. Gislebert z Monsu ji popsal jako ženu s "půvabným tělem a krásnou tváří".
Alice měla s Balduinem IV. několik dětí:
- Jolanda Henegavská (1131/1135 – po 1202), manželka hraběte Yvese II. ze Soissons a hraběte Huga IV. ze Saint-Pol.
- Balduin Henegavský (1134 – 1147/1150)
- Anežka Henegavská (1140/1145 – 1174 nebo později), manželka pána Ralfa I. ze Coucy.
- Geoffrey z Oostrevantu (1147 – 1163), první manžel Eleonory z Vermandois.
- Lauretta Henegavská (? – 1181), manželka Dirka van Aalst a Boucharda IV. z Montmorency.
- Balduin V. Henegavský (1150 – 1195), henegavský a sňatkem s Markétou I. Flanderskou také flanderský hrabě.
- Jindřich Henegavský (? – po 1207), seigneur ze Sebourgu.
- Berta Henegavská

Alice z Namuru zemřela v červenci 1169 a byla pohřbena v kolegiátním kostele svaté Waltrudy v Mons.